# Carline Bouw
Carline Bouw (Epe, 14 december 1984) is een Nederlands roeister. Ze vertegenwoordigde Nederland bij verschillende grote internationale wedstrijden. Zo won ze brons in de damesacht op de Olympische Spelen van 2012 en zilver in de dubbelvier op de Olympische Spelen van 2016.

## Biografie
Carline Bouw werd in 2005 lid van de A.A.S.R. Skøll in Amsterdam. Daar kwam zij voor het eerst in aanraking met de roeisport. Haar eerste blik behaalde ze op de Randstad Regatta 2005. In 2006 won ze haar eerste internationale gouden medaille in de DSA8+ op het Studenten EK in Brive. 
In 2008 won ze in de DSA4- brons op het FISU-WK in Belgrado. In 2009 werd ze Nederlands Kampioen in de DSA8+, won ze zilver in de DSA4x op de World Cup in Banyoles en op de World Cup in Luzern. Op het WK in Poznan behaalde ze zowel goud in de DSA4- als brons in de DSA8+. In 2010 werd ze wederom Nederlands Kampioen, ditmaal zowel in de DSA2- als later dat jaar in de DSA2x, beide keren samen met Annemiek de Haan. Bij de Europese kampioenschappen van datzelfde jaar won Bouw in de acht een zilveren medaille. Ook wist ze wederom in de DSA4- tijdens het WK in Nieuw-Zeeland een gouden medaille te behalen. In dit niet-Olympische wedstrijdnummer prolongeerde ze haar wereldtitel in de boot met Femke Dekker, Nienke Kingma en Chantal Achterberg.
In 2012 plaatste het Nederlandse achttal zich voor de Olympische Zomerspelen 2012 in Londen. Via de series (4e in 6.18,98) en de herkansing (6.15,15) plaatsten ze zich voor de finale. Daar veroverde de Nederlandse boot een bronzen medaille met een tijd van 6.13,12 achter de Amerikaanse (goud; 6.10,59) en de Canadese boot (zilver; 6.12,06).
Tijdens de Olympische Spelen van 2016 verbeterde ze haar vorige olympisch resultaat. Ze behaalde dit keer de zilveren medaille in de dubbel vier samen met Chantal Achterberg, Nicole Beukers en Inge Janssen. Het was de eerste olympische medaille in de dubbel vier sinds het jaar 2000.
Bij de Europese Kampioenschappen van 2018 in Glasgow behaalde Bouw een bronzen medaille in de acht.
Bouw stopte in oktober 2020. Na de Spelen van Rio de Janeiro had zij te maken met veel fysieke tegenslag als gevolg van een val van de trap, waar ze een hernia aan overhield.

## Prestaties
| Jaar | Toernooi  | Plaats           | Klasse | Prestatie |
| ---- | --------- | ---------------- | ------ | --------- |
| 2006 | EURC      | Brive            | DSA8+  | Goud      |
| 2008 | FISU WK   | Belgrado         | DSA4-  | Brons     |
| 2009 | NK        | Amsterdam        | DSA8+  | Goud      |
| 2009 | World Cup | Banyoles         | DSA4x  | Zilver    |
| 2009 | World Cup | Luzern           | DSA4-  | Goud      |
| 2009 | World Cup | Luzern           | DSA8+  | Brons     |
| 2009 | WK        | Poznan           | DSA4-  | Goud      |
| 2009 | WK        | Poznan           | DSA8+  | Brons     |
| 2010 | NK        | Amsterdam        | DSA2-  | Goud      |
| 2010 | NK        | Amsterdam        | DSA2x  | Goud      |
| 2010 | World Cup | Bled             | DSA4x  | 5e        |
| 2010 | World Cup | Luzern           | DSA4x  | 8e        |
| 2010 | EK        | Montemar-O-Velho | DSA8+  | Zilver    |
| 2010 | WK        | Lake Karapiro    | DSA8+  | 5e        |
| 2010 | WK        | Lake Karapiro    | DSA4-  | Goud      |
| 2011 | World Cup | München          | DSA8+  | Goud      |
| 2011 | World Cup | München          | DSA2-  | 6e        |
| 2011 | World Cup | Luzern           | DSA8+  | Brons     |
| 2011 | WK        | Bled             | DSA8+  | 5e        |
| 2012 | World Cup | Belgrado         | DSA8+  | Goud      |
| 2012 | World Cup | Belgrado         | DSA2-  | 9e        |
| 2012 | World Cup | Luzern           | DSA8+  | Brons     |
| 2012 | World Cup | München          | DSA8+  | 4e        |
| 2012 | OS        | Londen           | DSA8+  | Brons     |
| 2016 | OS        | Rio de Janeiro   | DSA4x  | Zilver    |
| 2018 | EK        | Glasgow          | DSA8+  | Brons     |

Chantal Achterberg · 
Claudia Belderbos · 
Carline Bouw · 
Sytske de Groot · 
Annemiek de Haan · 
Nienke Kingma · 
Roline Repelaer van Driel · 
Jacobine Veenhoven · 
Anne Schellekens (stuurvrouw)